# La colmena (pel·lícula)
La colmena és una pel·lícula espanyola dirigida per Mario Camus el 1982.

## Argument
La història està ambientada en el Madrid de la postguerra (1943). La població sofreix les conseqüències de la Guerra Civil. Un grup de tertulians es reuneixen tots els dies en el cafè La delicia.

## Comentari
Pel·lícula basada en la novel·la homònima de Camilo José Cela. L'escriptor té un petit paper en la pel·lícula interpretant a Matías. Amb un pressupost de 90 milions de pessetes, xifra important per a l'època, el film va comptar amb un extens planter de figures del cinema espanyol així com amb una cuidada ambientació.
Va ser un gran èxit de taquilla, amb gairebé milió i mig d'espectadors, i va rebre diversos guardons, com l'Ós d'Or a la millor pel·lícula al 33è Festival Internacional de Cinema de Berlín.

## Fitxa artística
- José Sacristán (Martín Marco López)
- Victoria Abril (Julita)
- Francisco Algora (Ramón Maello)
- Rafael Alonso (Julián Suárez)
- Ana Belén (Victorita)
- José Bódalo (Don Roque)
- Mary Carrillo (Doña Asunción)
- Camilo José Cela (Matías)
- Queta Claver (Doña Matilde)
- Luis Escobar (Don Ibrahim)
- Fiorella Faltoyano (Filo)
- Agustín González (Mario de la Vega)
- Emilio Gutiérrez Caba (Ventura Aguado)
- Rafael Hernández (Padilla)
- Charo López (Nati Robles)
- José Luis López Vázquez (Leonardo Meléndez)
- Antonio Mingote (señor de luto)
- Mario Pardo (Rubio Antofagasta)
- Encarna Paso (madre de Victorita)
- María Luisa Ponte (doña Rosa)
- Elvira Quintillá (doña Visitación)
- Francisco Rabal (Ricardo Sorbedo)
- Antonio Resines (Pepe El Astilla)
- José Sazatornil (Tesifonte Ovejero)
- Elena María Tejeiro (Señorita Elvira)
- Ricardo Tundidor (Roberto)
- Concha Velasco (Purita)
- Manuel Zarzo (Consorcio)
- Imanol Arias (Tísico)
- Luis Barbero (Pepe)
- Luis Ciges (Don Casimiro)
- Marta Fernández Muro (Amparito)
- Miguel Rellán
- Ana María Ventura

## Palmarès cinematogràfic
33è Festival Internacional de Cinema de Berlín
| Categoria                      | Resultat   |
| ------------------------------ | ---------- |
| Os d'Or a la millor pel·lícula | Guanyadora |

Fotogramas de Plata 1982
| Categoria              | Persona        | Resultat  |
| ---------------------- | -------------- | --------- |
| Millor actor de cinema | José Sacristán | Guanyador |

38a edició de les Medalles del Cercle d'Escriptors Cinematogràfics
| Categoria                    | Persona            | Resultat   |
| ---------------------------- | ------------------ | ---------- |
| Millor pel·lícula            | Millor pel·lícula  | Guanyadora |
| Millor director              | Mario Camus        | Guanyador  |
| Millor actor                 | Rafael Alonso      | Guanyador  |
| Millor actor de repartiment  | Luis Barbero       | Guanyador  |
| Millor actriu de repartiment | Mary Carrillo      | Guanyadora |
| Millor guió                  | José Luis Dibildos | Guanyador  |
| Millor música                | Antón García Abril | Guanyador  |
| Millor ambientació           | Ramiro Gómez       | Guanyador  |